# 7784 Watterson
7784 Watterson eller 1994 PL är en asteroid i huvudbältet som upptäcktes 5 augusti 1994 av den amerikanske astronomen Timothy B. Spahr vid Catalina Station. Den är uppkallad efter den amerikanske serieskaparen Bill Watterson.
Asteroiden har en diameter på ungefär 6 kilometer.